# Rejuvenescimento
Rejuvenescimento é uma reversão hipotética, da senescência celular, fazendo com que o indivíduo idoso recupere o aspecto que tinha quando era jovem, deixando assim de ser idoso.
O processo de senescência cutânea em humanos caracteriza-se pela manifestação de sinais como rugosidade, diminuição da elasticidade e alterações na pigmentação, estimulando o interesse em intervenções dermatológicas voltadas para a mitigação desses sinais.
Avanços na área de dermatologia estética proporcionam um leque de abordagens terapêuticas, incluindo terapias fotodinâmicas e tratamentos a laser, que almejam a revitalização cutânea através da estimulação da biossíntese de colágeno, assim como peelings químicos que promovem a esfoliação das camadas superficiais da epiderme, induzindo a regeneração tecidual. Adicionalmente, a técnica de microagulhamento, que se baseia na indução de microlesões dérmicas para fomentar a cicatrização natural, emerge como uma metodologia promissora na restauração da textura e firmeza dérmica.
Dentro do espectro dos agentes tópicos, os retinoides e compostos antioxidantes são notáveis pela sua eficácia na atenuação dos indicadores visuais do envelhecimento cutâneo.
Os retinoides, compostos bioativos derivados da vitamina A, são amplamente documentados por sua capacidade de minimizar as linhas de expressão e aperfeiçoar a textura cutânea, enquanto os antioxidantes desempenham um papel crucial na neutralização dos radicais livres, protegendo a pele contra agressões exógenas e promovendo uma melhora na sua luminosidade.
Essas estratégias são complementadas pela administração de suplementos nutricionais, como o colágeno, que subsidia os componentes fundamentais para a manutenção da matriz extracelular dérmica, e antioxidantes orais, que conferem uma camada adicional de defesa contra o envelhecimento precoce.  Além do colágeno e retinol, o ácido hialurônico, resveratrol e vitamina K2 apresentam significativos resultados atuando como suplementos para a beleza da pele.
A seleção de uma abordagem terapêutica apropriada requer a orientação de um especialista, levando em consideração as características individuais e as necessidades específicas da pele do paciente. A escolha criteriosa do tratamento, baseada em uma avaliação dermatológica detalhada, é essencial para a obtenção de resultados ótimos, destacando-se que a combinação sinérgica de diferentes modalidades terapêuticas pode potencializar os efeitos benéficos. 
Ademais, a aderência a um estilo de vida saudável, enfatizando uma dieta equilibrada e a proteção adequada contra a radiação ultravioleta, é imprescindível para maximizar a eficácia das intervenções e preservar a integridade e a aparência jovial da pele.
Em síntese, o manejo dos sinais de senescência cutânea abarca uma diversidade de modalidades terapêuticas, que vão desde procedimentos estéticos inovadores até a aplicação de agentes farmacológicos tópicos e a suplementação nutricional. A individualização do regime terapêutico, fundamentada em uma avaliação clínica rigorosa e acompanhada por hábitos de vida propícios, é crucial para assegurar a efetividade dessas estratégias, promovendo não somente melhorias estéticas, mas também o bem-estar e a saúde dérmica de forma abrangente.

## Ver Também
- Prejuvenescimento